# 커먼그라운드
커먼그라운드는 대한민국의 Funk Soul 밴드이다. 2003년 말 2인조 프로젝트 그룹 얼바노의 멤버였던 김중우(Jay Kim)를 중심으로 Funk 밴드 Funk sized와 브라스 혼섹션 팀 Horny Play가 만나 결성되었으며, 1집 앨범 Play.ers발매를 시작으로 현재까지 홍대클럽, 음악페스티벌, 라이브방송등으로 활동하고 있다. 커먼그라운드(Common Ground)는 만장일치 라는 뜻을 가지고 있다. 매주 토요일 밤 tvN에서 방송되었던 SNL 코리아에 리더 김중우(Jay Kim)가 음악감독을 마지막 회까지 담당하였으며 커먼그라운드가 하우스밴드로 연주를 맡았다.
쿠팡플레이 오리지널 콘텐츠로 부활한 SNL코리아(2021년 9월 4일~ 현재)에서 역시 음악감독에 김중우(Jay Kim), 연주는 커먼그라운드가 맡고 있다.

## 멤버 구성

### 현 멤버
- 김중우(Jay Kim) - 리더, 보컬, 색소폰
- 서대광(DK Slow) - 트럼펫, 코러스
- JANE(양재인) - 보컬, 기타
- 조재범(Big Hand Joe) - 퍼커션, 드럼, 코러스

### 프로듀서
- 백중현 (2013년 EP [Shake it!]부터 참여)

## 앨범

### 정규 앨범
- 《Play.ers》, 2004년
- 《Old fashioned》, 2005년
- 《Fat girl》, 2009년
- 《Dance Republica》, 2017년
- 《Conspiracy》, 2021년
- 《Conspiracy》, Vinyl LP 2022년

### EP 앨범
- 《Shake It!》, 2013년

### 싱글앨범
- `Christmas carol`, 2005년
- `Cruise with santa`, 2008년
- `Off the hook`, 2009년
- `FunKastik James`, 2012년
- `Happy Lady`, 2015년
- `Just Perfection (feat.조현아 of 어반자카파)`, 2015년
- `Get Funked Up!′, 2016년
- `웹툰 드라마 마음의소리 OST Part.5 커먼그라운드 - Mirror′, 2016년 11월 28일
- `CHEERS`, 2018년
- 네이버TV 웹드라마 체크메이트 OST 2곡 Hot Inside (feat. 린지), Where R U 2018년 9월 17일
- 'YOLO (You Only LOVE Once)', 2018년 11월 29일
- '뺑덕' 커먼그라운드, 김나니, 2021년 11월 4일

### 참여 앨범
- 《Day: Yellow -Happuli》K-pop 편집음반 '소금사탕'으로 참여 일본발매 , 2005년
- 《CMF2006》, 2006년
- 《상근이의 소망》, 2008년
- 《푸른하늘 유영석 20주년 헌정앨범》, 오렌지 나라의 앨리스 2009년
- 《숨∞ 두 번째 [GREENPLUGGED Omnibus Album]》, Sound of nature 2012년
- 《불후의 명곡 전설을 노래하다》, 설운도 편 - 마음이 울적해서 2013년 6월
- 《김광석, 다시》, - 일어나 (with 커먼그라운드) 2016년 12월 7일
- 《리스펙트 레전드》, - 커먼그라운드 - 눈물의 파티 2019년 11월 11일
- 《온 스테이지 10주년 기획 | 10NSTAGE》, - 커먼그라운드 - 까짓것 2020년 9월 25일
- 《양진석 6집 Barn Orchestra | 10NSTAGE》, - 커먼그라운드, 양진석 - second choice 2021년 4월 7일

### 앨범 피처링
- 자우림 5집 《All you need is love》, 2004년
- 각나그네 《Green tour》, 2006년
- 《바다 3집》, 2006년
- 《전제덕 2집》, 2006년
- 《원티드》 7DAYZ & WANTED , 2007년
- K.Will 《1집 왼쪽가슴》, 2007년
- 박재범 `싱글 좋아(JOAH)`, 2013년
- 박재범 《2집 So Good》, 2014년
- 문샤인 X 커먼그라운드 온도차이 Mo' Funk Remix 2015년
- 다빈크 《싱글 왜 모르니》, 2017년
- 양진석 《6집》 second choice (커먼그라운드, 양진석), 2021년

## 영화음악
- 하이힐(장진 감독, 차승원 주연) 2014년 6월 [음악감독 김중우 연주 커먼그라운드]
- 우리는 형제입니다 (장진 감독, 조진웅, 김성균 주연) 2014년 10월 [음악감독 김중우 연주 커먼그라운드]

### 기타
- 뮤지컬 디셈버 2013 음악감독 김중우
- 2014 인천 아시안게임 음악감독 김중우
- 《컴투스 게임 아이뮤지션》 Don't stop, 오마이러브, 노루가뛴다(YJ Remix)
- 안테나뮤직 소속 아티스트  샘 김, 권진아, 정승환 그랜드라인엔터테인먼트 소속 아티스트 스텔라장 기타 디렉터 JANE 2015년 ~ 현재

## 공연, 방송
- 매주 토요일 PM 10:00 쿠팡플레이 SNL코리아 음악감독 김중우, 커먼그라운드 연주 2021.9.4 ~ 현재
- 매주 토요일 PM 10:00 tvN SNL코리아음악감독 김중우, 커먼그라운드 연주 2014.3.1 ~ 2017.11.18
- 매주 토요일 PM 6:05 KBS2 불후의 명곡 - 전설을 노래하다 트럼펫 연주 DK Slow(서대광), 2012.4.7 ~ 현재
- 극장형 라이브 시트콤 온에어 - 비밀계약 음악감독 김중우, 커먼그라운드 연주 2021.3.20~ 2021.4.18